# 程廷華

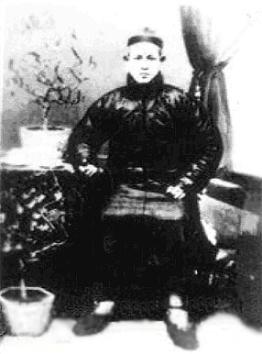
程廷華

程廷華（てい ていか、1848年 - 1900年）は、中国清時代の武術家。八卦掌創始者・董海川の有力な弟子の1人。また八卦掌の派の1つである程派八卦掌の実質的な創始者でもある。

## 略歴
中国河北省深県程家村人。八卦掌創始者・董海川の有力な弟子であり兄弟弟子の尹福の尹派八卦掌と程廷華の程派八卦掌は八卦掌の中でも特に有名である。程廷華は北京市内において眼鏡店を経営していたために武術界において『眼鏡程』の異名で呼ばれる事もある。
尹福の流れを汲む尹派八卦掌が宮廷内の護衛官を中心に伝承されたのに対して、程廷華に始まる程派八卦掌は広く民間に広まる事となった。程廷華は形意拳の李存義や張占魁、岳氏散手の劉徳寛らと親交を結び親しくした。そのため一部の八卦門と形意門は大変に密接な関係を築き独自の発展をしている。
1900年に義和団の乱において北京に進駐した8カ国連合軍との戦いに巻き込まれた程廷華は、機関銃の掃射によって落命したと言う。
その伝は息子の程有龍、程有信をはじめ孫禄堂などの多くの門弟によって伝えられている。